# Florentine Rousseau
Florentine (Florke) Rousseau-Bomans is een inmiddels overleden personage uit de Vlaamse soap Thuis. Ze werd zelden bij haar naam genoemd; meestal spreekt Frank over (Ons) Moe. Ann Petersen speelde de rol van 1996 tot haar overlijden in 2003. Haar personage werd daarom toen ook als overledene uit de reeks geschrapt. Ze wordt wel nog sporadisch vernoemd.

## Fictieve biografie
Haar man Staf was jaren geleden overleden en toen ook haar andere oude liefde Pierre gestorven is, keerde ze terug naar haar zoon Frank. Ze trok in bij hem, en probeerde haar zoon met raad en daad bij te staan. Hierbij kreeg ze steun van haar nieuwe lief, Rogerke, met wie ze in reeks 4 trouwde. Aanvankelijk kon het ze niet goed vinden met haar nieuwe schoondochter Simonne Backx, die ze verweet het huwelijk van Frank en Jenny kapot gemaakt te hebben, maar uiteindelijk kregen de twee toch een hechte band. Florke was dolgelukkig toen haar zoon Luc weer uit Amerika terugkwam. Ze moest echter altijd voor verzoening zorgen bij de langlopende vete tussen broers Frank en Luc. Ook met de verkrachtingszaak van Simonne kreeg ze het zwaar te verduren. In reeks 8 stierf Rogerke en dit zorgde voor groot verdriet bij Florke. In reeks 9 kreeg de familie Bomans ernstig nieuws te horen, Florke is bij haar zuster overleden.

## Nakomelingen
- Kinderen: Frank Bomans, Luc Bomans
- Kleinkinderen: Bianca Bomans, Peggy Verbeeck, Kaat Bomans, Lowie Bomans, Andreas Giebens
- Achterkleinkinderen: Sandrine De Decker, Robin Bomans, Jenny Fawzi, Polly Bomans